# Luchthaven Kythira
Luchthaven Kythira (Grieks: Κρατικός Αερολιμένας Κυθήρων), is sinds 1972 het vliegveld van het eiland Kythira, Griekenland (IATA: KIT, ICAO: LGKC). Het vliegveld ligt 8 km ten zuiden van het dorp Potamos. Er is alleen een taxiverbinding met het vliegveld.
De start- en landingsbaan is 02/20 genummerd, 1.461 m lang en bedekt met asfalt. Het vliegveld is vrij klein, dus moet een vliegtuig ter grootte van een Boeing 737 hard remmen om tot stilstand te komen. Ook opstijgen met een volbeladen 737 is een probleem. Transavia vliegt 's zomers met de 737 op deze luchthaven, maar tankt er niet. Op de terugreis wordt een tussenstop gemaakt op een ander (groter) vliegveld in de buurt, om daar brandstof en extra passagiers in te nemen.
Vanuit luchthaven Kythira vertrekken dagelijks vluchten naar Luchthaven Athene met Athens Airways. Sinds 2004 vertrekken en landen er ook internationale chartervluchten.
| Jaar | Aantal vluchten | Aantal passagiers |
| ---- | --------------- | ----------------- |
| 2005 | 672             | 25.428            |
| 2006 | 720             | 27.913            |
| 2007 | 674             | 29.701            |
| 2008 | 646             | 27.983            |
| 2009 | 692             | 28.621            |
| 2010 | 692             | 22.236            |